# Oratorio dei Santi Quirico e Giulitta (Pavia)
L'oratorio dei Santi Quirico e Giulitta sorse come cappella privata del vicino palazzo Mezzabarba, è ora utilizzato per eventi, presentazioni e celebrazioni.

## Storia
La chiesa di San Quirico è documentata dal 929 e si trovava nella zona di porta Palacense, così denominata perché si apriva in prossimità del palazzo Reale. La chiesa venne soppressa nel 1574 e la parrocchia confluì in quella di Sant’Eusebio. Nel 1733, Carlo Ambrogio Mezzabarba, patriarca titolare di Alessandria e vescovo di Lodi, commissionò all’architetto Giovanni Antonio Veneroni, che da poco aveva ultimato la realizzazione della sontuosa dimora del casato pavese (palazzo Mezzabarba) di progettare, all’angolo orientale dell’edificio, un oratorio, subito dedicato (a memoria della precedente chiesa, che sorgeva nella vicinanze del palazzo) ai Santi Quirico e Giulitta. I lavori per la realizzazione del nuovo edificio di culto furono molto veloci, tanto che nel 1734 l’oratorio era terminato. L’edificio seguì le sorti del vicino palazzo (acquistato dall’amministrazione comunale nel 1872 e dal 1875 sede del comune di Pavia). L’oratorio è utilizzato per eventi, presentazioni e celebrazioni.

## Descrizione

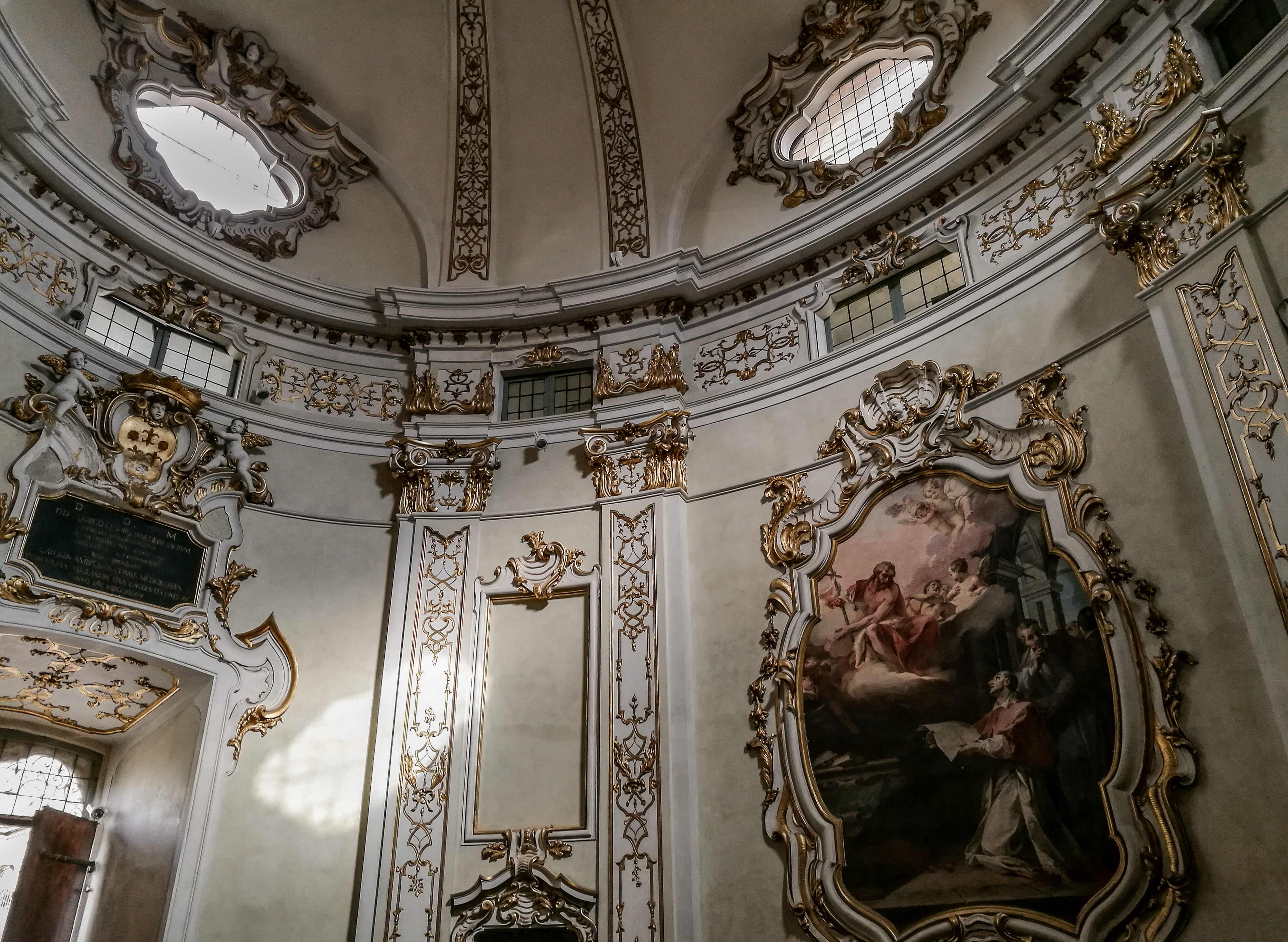
L'interno, salla parete si vede uno degli affreschi di Pietro Antonio Magatti.

L’oratorio è saldato al piano terra del vicino palazzo, del quale, seppur in forme più severe, riprende molti degli elementi decorativi della facciata principale. Il prospetto principale è dotato di due piccoli campanili, che convergono verso il centro dell’edificio e sono uniti da una balconata. L’interno, a pianta ellittica, è interamente arricchito da sticchi dorati. L’affresco della volta, raffigurante la Gloria dei Santi Quirico e Giulitta, è opera del pittore milanese Francesco Maria Bianchi, mentre le pareti conservano due affreschi di Pietro Antonio Magatti, nei quali sono dipinti l'Immacolata e San Carlo Borromeo. Sempre del Magatti è anche la pala d’altare, che raffigura il Martirio dei Santi Quirico e Giulitta.